# キモガニ
キモガニ（Cymo melanodactylus）は、エビ目・カニ下目・オウギガニ科に分類されるカニの一種。和名は学名の属名 Cymo に由来し、これはギリシア語で「波」を意味する。

## 分布
紀伊半島以南、南太平洋、オーストラリア、インド洋、紅海に分布する。

## 特徴
体長5-10mm程度のとても小さなカニ。体色は淡褐色で柔らかい毛に覆われ、鋏脚の指部が黒い。
水深1-10mのサンゴ礁の隙間に潜んで暮らしている。

## 近縁種
- ヒメキモガニ Cymo andreossyi (Audouin, 1826)

紀伊半島以南、南太平洋、オーストラリア、インド洋、紅海に分布。
- アワハダキモガニ Cymo quadrilobatus Miers, 1884

琉球列島、東南アジア、インド洋に分布。